# Xã Washington, Quận Fulton, Arkansas
Xã Washington (tiếng Anh: Washington Township) là một xã thuộc quận Fulton, tiểu bang Arkansas, Hoa Kỳ. Năm 2010, dân số của xã này là 406 người.